# Maria-preta-acinzentada
Caça-moscas-do-chaco ou maria-preta-acinzentada (Knipolegus striaticeps) é uma espécie de ave da família Tyrannidae.

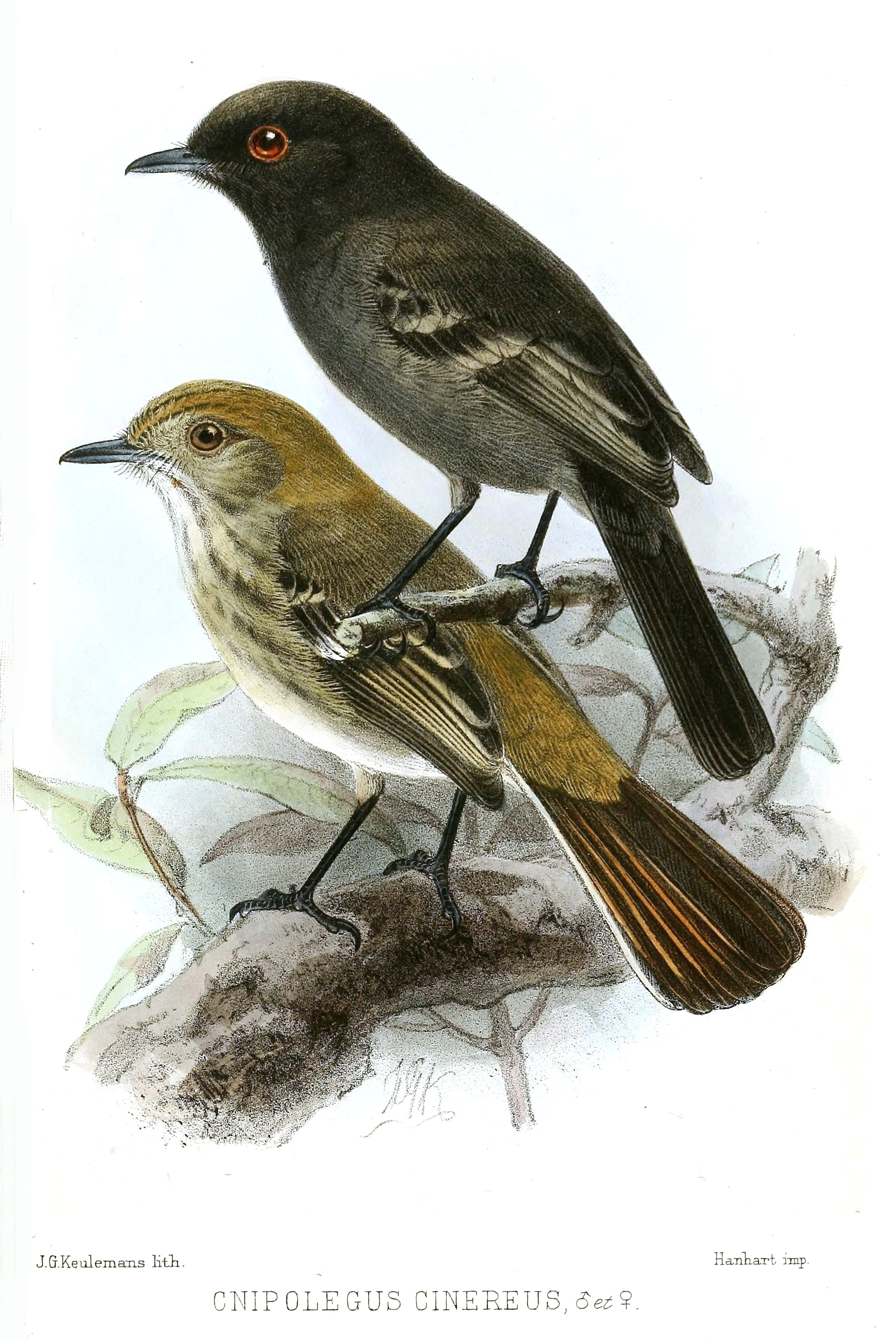

Pode ser encontrada nos seguintes países: Argentina, Bolívia, Brasil e Paraguai.
Os seus habitats naturais são: matagal árido tropical ou subtropical.